# Lawrence J. Flaherty
Lawrence James Flaherty (ur. 4 lipca 1878 w San Mateo, zm. 13 czerwca 1926 w Nowym Jorku) – amerykański polityk, członek Partii Republikańskiej.

## Działalność polityczna
Od 1915 do 1922 zasiadał w stanowym Senacie Kalifornii. W okresie od 4 marca 1925 do śmierci 13 czerwca 1926 przez jedną kadencję był przedstawicielem 5. okręgu wyborczego w stanie Kalifornia w Izbie Reprezentantów Stanów Zjednoczonych.